# Ruina (historia ucraniana)

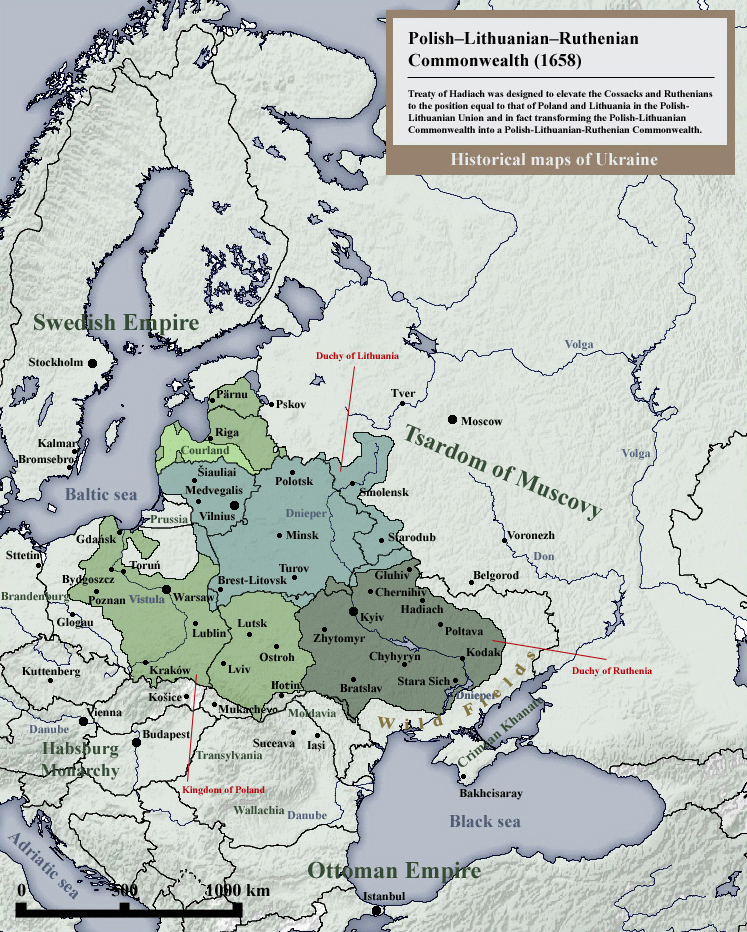
Proyecto de Polonia-Lituania para dar autonomía a Rutenia, 1658.

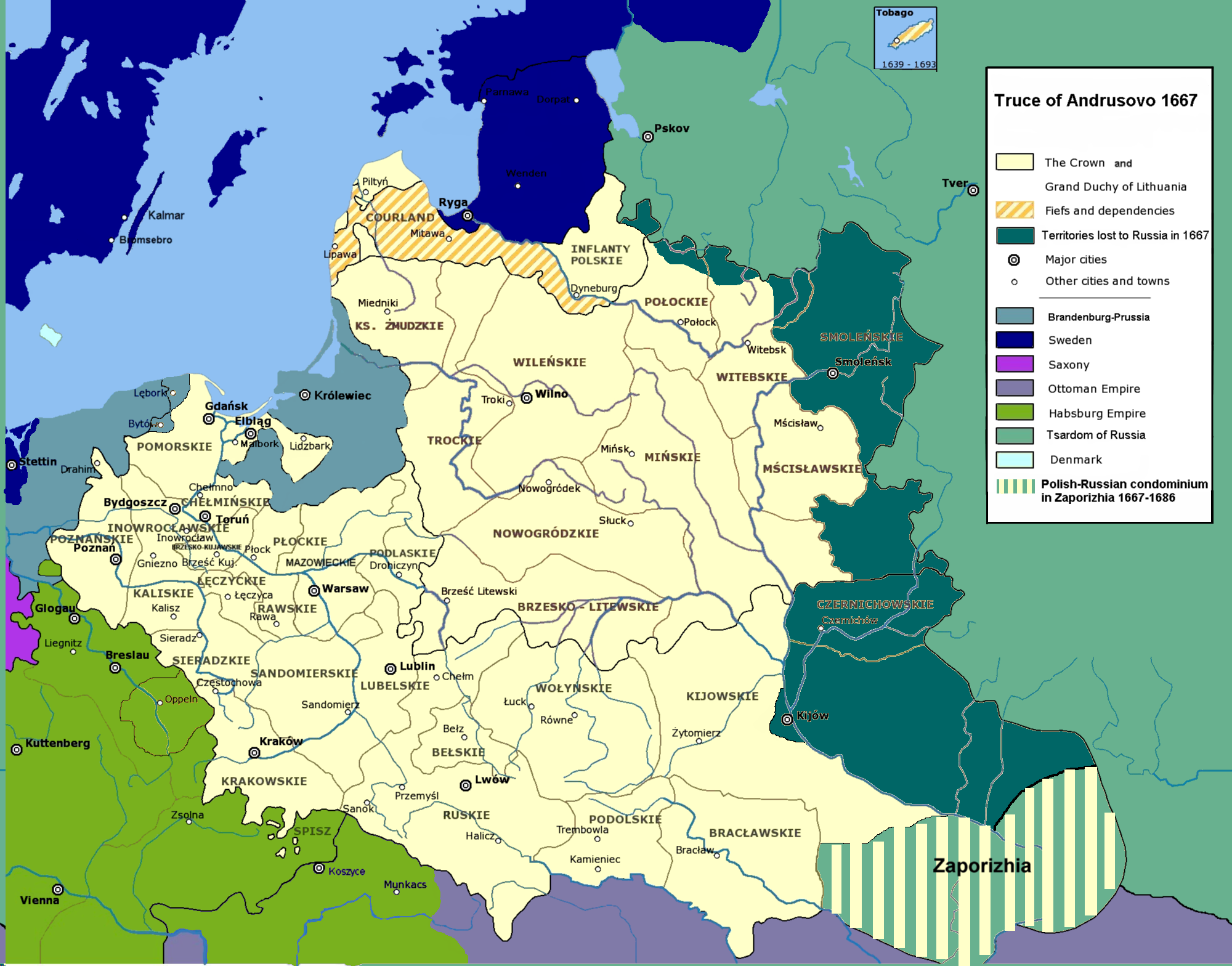
Ucrania nuevamente ocupada tras el Tratado de Andrúsovo, 1667.

La Ruina (en ucraniano: Руїна, romanizado: Ruyína) es un término histórico introducido por el cronista cosaco Samiylo Velychko (1670-1728) para la situación política de la historia de Ucrania durante la segunda mitad del siglo XVII. Corresponde al período posterior a la muerte de Bohdán Jmelnitski, entre de 1659 y 1686, marcado por el colapso del Hetmanato cosaco, la lucha, la división del Dniéper entre la Mancomunidad polaco-lituana y el Zarato moscovita y la intervención extranjera.
Después de la muerte de Bohdán, su joven hijo Yuri Jmelnitski fue elegido Hetman y el secretario general Iván Vyhovsky fue elegido su regente. Vyhovsky hizo esfuerzos para acercarse más a la nobleza polaca, lo que resultó en la firma el 16 de septiembre de 1658 del Tratado de Hádiach, que acordaba la transformación de la Mancomunidad en una federación tripartidaria de la Corona polaca, el Gran Ducado de Lituania y Gran Ducado Ruso (que sería la entidad política que sustituiría al Hetmanato Cosaco, precursor de la actual Ucrania) con un Sejm conjunto del ejército y la política exterior.
Sin embargo, porque, con motivo de la ratificación del Tratado de Haddiach en el Sejm (parlamento de la República de las Dos Naciones), la nobleza polaca y lituana no aceptó un texto que equiparaba a la nobleza cosaca.
En 1659, el nuevo Tratado de Pereyáslav redujó la autonomía del ejército cosaco frente al Zarato Ruso. En 1660, se firmó la "Paz de Oliva" entre Polonia y Suecia, en este momento, las tropas de Stefan Czarniecki liberaron Bielorrusia y Lituania, cerca de Chúdniv, los polacos rodearon las fuerzas de Sheremétyev y Yuri Jmelnitski y las obligaron a firmar el Tratado de Slobodysche. Esto marcó una división de Ucrania entre los partidarios de una unidad con Moscú, Ucrania del Margen Izquierdo y los partidarios de una unión con la República de las Dos Naciones, Ucrania del Margen Derecho. Después de una campaña fallida contra Yakym Somkó, Yuri Jmelnitski renunció al poder y fue tonsurado como un monje llamado Gideón.
En 1663, se celebró el Consejo Negro en Nizhyn, en el que Iván Briujovetsky fue elegido Hetman del Margen Izquierdo con el apoyo de Iván Sirkó. Firmó los Artículos de Moscú, que iniciaron la rusificación del Margen Izquierdo de Ucrania. En el mismo año, Pavló Teteria fue elegido Hetman del Margen Derecho, quien en 1665 cedió el poder a favor de Petró Doroshenko.
El 9 de febrero de 1667, se firmó el Tratado de Andrúsovo entre los polacos y moscovitas, la cual según sus términos la tierra de Smolensk y la orilla izquierda de Ucrania fueron cedidas al Zarato moscovita y el Sich de Zaporizhia estaría bajo el control conjunto de ambos estados. En respuesta a la división de Ucrania, Doroshenko llevó a cabo una serie de reformas, reclutó un ejército mercenario y derrotó a Briujovetsky y, en el consejo de Korsun, fue elegido hetman de «ambas orillas del Dniéper» y junto con el Kan de Crimea en septiembre de 1668 rodeó los destacamentos del Hetman polaco Jan Sobieski cerca de Pidhaitsi. Pero la alianza cosaco-tártaro se rompió con la marcha de Sirko a Crimea.
Sobieski concluyó los tratados de paz con tártaros y cosacos, al año siguiente, los polacos reconocieron a Doroshenko como hetman electo del Margen Derecho. Sin embargo, Doroshenko no estaba satisfecho con las concesiones polacas y, en marzo de 1669, en el consejo cosaco cerca de Korsun, el ejército cosaco proclamó su transición al protectorado musulmán de Porta, todas las tierras de etnia ucraniana fueron proclamadas sanjacados ucranianos.
En el mismo año, Demián Mnogohrishny, quien firmó los Artículos de Hlújiv con Moscú, fue elegido Hetman del Hetmanato del Margen Izquierdo.
En el verano del mismo año, el partido pro-polaco liderado por Mykola Janenko en el Margen Derecho tomó lealtad al rey polaco en un consejo cerca de Umán. Entre 1671 y 1672, Sobieski y Janenko establecieron su poder en Podolia, pero Doroshenko, con la ayuda de los ejércitos turcos y tártaros, asediaron Kamianets y Leópolis. Según los resultados del Tratado de Buczacz de 1672, Podolia fue cedida al Imperio Otomano y Doroshenko tomó el poder en el Margen Derecho de Ucrania.
En el mismo año, Iván Samoylóvych fue elegido Hetman del Margen Izquierdo, quien firmó los tratados de Konotop, que limitaron significativamente su independencia. En 1673, Sobieski derrotó a los turcos cerca de Jotyn y fue elegido nuevo rey de la República de las Dos Naciones con el nombre de Juan III. Sin embargo, los fracasos en la guerra contra la alianza turco-ucraniana obligaron a Sobieski a firmar la paz con los otomanos tres años después.
Por otro lado, Petró Doroshenko renunció al poder y juró lealtad al Zar Aleijo I y lo sirvió en el exilio. Yuri Jmelnitskyi fue nuevamente proclamado Hetman de la parte turca de Ucrania. Su guerra de 1677-1681 con Moscú y el Margen Izquierdo destruyó el Margen Derecha y en 1679 deportó a parte de la población a la Margen Izquierda y Ucrania Libre. La guerra terminó con e Tratado de Bajchisarái y la consolidación del Margen Derecho a Turquía.
En 1683, el ejército polaco con la participación de los cosacos de la orilla derecha dirigidos por Simón Pali acudió en ayuda del ejército austríaco durante el asedio de Viena. En una batalla general el 12 de septiembre, las fuerzas de la coalición europea derrotaron por completo al ejército turco y detuvieron la expansión otomana en Europa. El 6 de mayo de 1686, se firmó en Moscú la Paz Eterna, según la cual la tierra de Smolensk, el Margen Izquierdo de Ucrania y la frontera fue cedida al estado ruso.

## Marco temporal
El marco temporal del período varía entre los historiadores: 
- Algunos historiadoress como Nikolái Kostomárov definen el periodo entre 1663 y 1687, asociándolo con los tres Hetmanes nombrados por Moscú de la Ucrania del Margen Izquierdo (Briujovetsky, Mnohohrishny y Samoylóvych).
- Otros historiadores interpretan el periodo entre 1660 y 1687 a partir del Tratado de Chúdniv que llevó a la división entre la comunidad cosaca.
- Borýs Krupnytsky consideró el marco temporal como 1657-1687, desde la muerte del hetman Bogdán Jmelnitski en 1657, en particular el Motín de Pushkar-Barabash, hasta la ascensión del hetman Iván Mazepa en 1687.

## Antecedentes

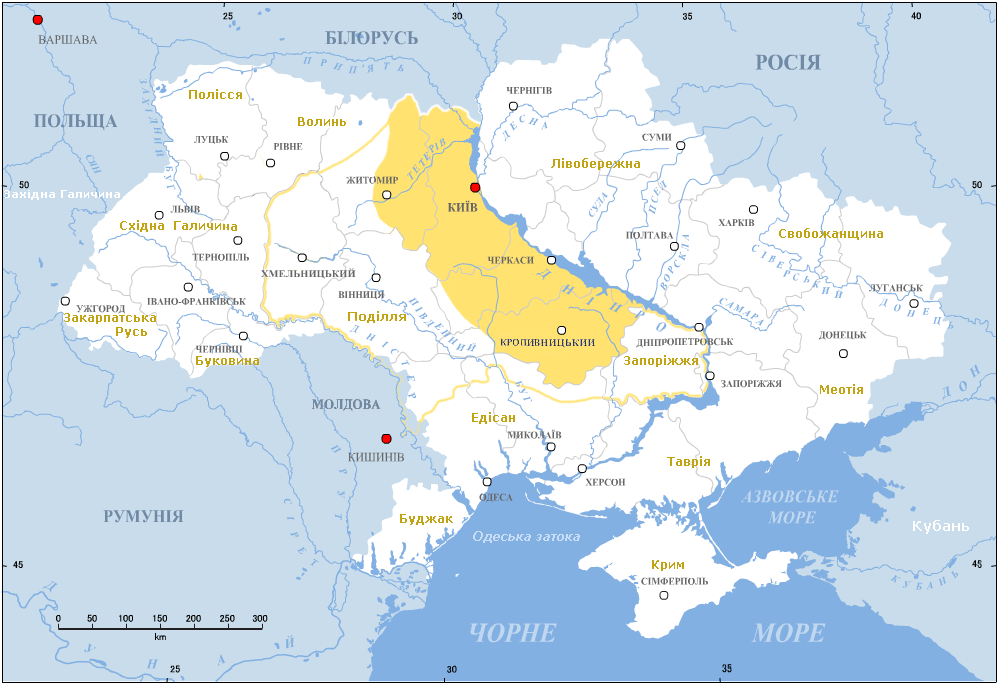
Ucrania de la margen derecha en los siglos y.

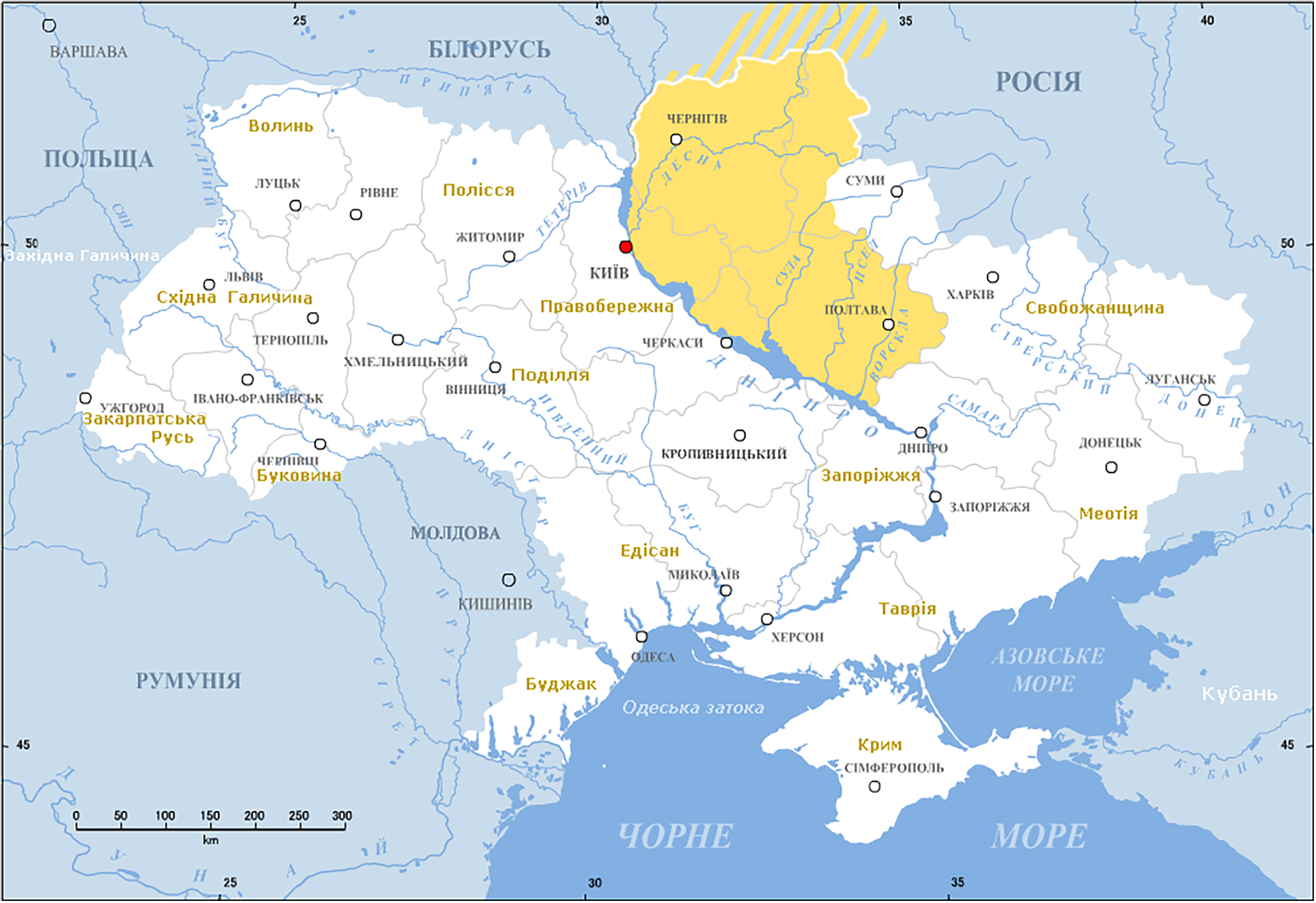
Ucrania de la margen izquierda en los siglos y.

La Ruina comenzó tras la muerte del hetman Bohdan Khmelnytsky en 1657. Khmelnytsky había liberado a Ucrania de siglos de dominación polaca y lituana mediante las campañas de la Rebelión de Jmelnytsky (1648-1657) y el Tratado de Pereyaslav de Ucrania (1654) con el Zarato ruso. Aunque Khmelnytsky había actuado como un líder carismático e influyente, claramente una de las figuras prominentes de la historia de Ucrania, no estableció reglas claras de sucesión y su testamento favoreció a su hijo Yuri Jmelnitski (1641-1685) como el nuevo hetman. Sin embargo, Yuri era joven, inexperto y carecía claramente del carisma y las cualidades de liderazgo de su padre, como demostró durante sus intentos de gobernar (1657, 1659-1663, 1677-1681, 1685).
A la muerte de Bohdan Khmelnytsky, el estado cosaco tenía un territorio de unos 250 000 millas cuadradas (647 500 km²) y una población de entre 1,2 y 1,5 millones de habitantes. [cita requerida] La sociedad estaba formada por los restantes nobles no católicos, los starshina u oficiales cosacos más ricos, la masa de cosacos y aquellos campesinos que no portaban armas. La Iglesia Ortodoxa poseía el 17% de las tierras; los nobles locales, el 33%. El 50% restante había sido confiscado a los polacos y estaba en juego. Los ucranianos constituían una sociedad fronteriza sin fronteras naturales, sin tradición de Estado y con una población comprometida con la libertad cosaca o la anarquía.
Las tierras confiscadas podían cambiar fácilmente de manos en cualquier conflicto. Había un conflicto no resuelto entre la masa de cosacos más pobres y el grupo más rico que aspiraba a un estatus semi-noble. El Estado era débil y necesitaba un protector, pero de las potencias regionales, los polacos querían recuperar las tierras ucranianas, la autocracia ruso-moscovita encajaba mal con los ideales cosacos de libertad, el Janato de Crimea se concentraba en el robo de esclavos eslavos y los turcos del Imperio Otomano mostraban poca preocupación por la frontera ucraniana. El territorio del Imperio sueco seguía estando demasiado lejos durante este periodo, y los cosacos del Don y el Pueblo calmuco se mantuvieron al margen del conflicto.
La historia de Ucrania en este periodo se volvió muy compleja. Los temas básicos incluían:
- la incapacidad de encontrar un único líder de Ucrania que pudiera seguir una política coherente
- el cambio constante de alianzas con potencias externas que tenían sus propios intereses
- el conflicto entre los cosacos más ricos y los más pobres
- la influencia de la Iglesia Ortodoxa, que tendía a favorecer al correligionario Moscú

## Hetmanato de Iván Vihovski

### Elección
Bogdán Jmelnitski quería transferir la maza a su único hijo vivo: Yuri, ya que el mayor, Timofey, ya había muerto, en septiembre de 1653, en la Batalla de Suceava. Formalmente, la voluntad de Bogdán se cumplió: porque, el 26 de agosto (5 de septiembre) de 1657, en la Rada de Chiguirín, el capataz asignó las funciones de Hetman a Iván Vihovski, que era el secretario de Bogdán, con la condición que esta situación debería interrumpirse cuando Yuri alcanzara la mayoría de edad.  
Después de eso, el 21 de octubre de 1657, en la Rada de Korsun, Iván Vihovski fue elegido hetman en su propio nombre, mientras que los derechos de Yuri, a quien Bogdan legó el poder, fueron completamente descuidados.
Esta elección se celebró sin la participación de los cosacos no registrados del Sich de Zaporiyia, que rechazaban enérgicamente las posiciones pro-polacas de Vihovsky. Debido a esto, muchos consideraron dudosa la legitimidad de esta elección, lo que condujo a un levantamiento generalizado en la orilla izquierda de Ucrania y, en general, a una era de guerra civil conocida como la Ruina y que duró hasta finales del siglo XVII. Para afirmar su poder, Vihovski utilizó la represión contra la oposición. 
Al igual que en la Rada de Chiguirín, también en la Rada de Korsun estuvo presente: Stanisław Kazimierz Bieniewski, el representante de la corona polaca.
También en la Rada de Korsun:
1. se ratificó un documento en el que los cosacos apoyaban una declaración del Rey Carlos X Gustavo de Suecia sobre la alianza político-militar ucraniano-sueca, según el cual el Rey Carlos X se comprometió a buscar el reconocimiento de la independencia de Ucrania por parte de la República de las Dos Naciones. Además, los voivodatos de Brest Litovsk y Pólotsk, que estaban bajo el dominio de la República de las Dos Naciones, pasarían a formar parte del Hetmanato Cosaco;
2. se decidió reanudar las relaciones de alianza con el Kanato de Crimea y el Imperio Otomano; y concluir una tregua con la República de las Dos Naciones.

En otras palabras, se produjo una reorientación de la política exterior ucraniana hacia el fin de las relaciones de alianza con el Zarato Ruso y la firma de acuerdos político-militares con otros estados. Pero la difícil situación política interna y externa (por ejemplo: el estallido de las hostilidades entre Suecia y Dinamarca, en agosto de 1658) no permitió la  la aplicación de la política aprobada en la Rada de Korsun y condujo a la firma del Tratado de Hadiach, en 16 de septiembre de 1658.
Las contradicciones sociales también eran agudas: por un lado, los ancianos cosacos se apropiaban localmente de los beneficios de los arrendamientos y parte de los impuestos; por otro, las guerras y los desastres naturales arruinaban a los cosacos y a la burguesía.
En este contexto, Iván Vihovski optó por intentar establecer un régimen oligárquico, que restauraría la propiedad de la tierra de la nobleza en el territorio de los regimientos de la margen izquierda y en el sur. Estas medidas encontraron una fuerte resistencia entre los cosacos de los regimientos de Poltava y de Mýrhorod, que se convirtieron en el foco principal del Levantamiento de Barabash y Pushkar.

### Levantamiento de Barabash y Pushkar
Artículo principal: Rebelión de Barabash y Pushkar
Los cosacos del Sich de Zaporiyia, liderados por Yákiv Barabash, el Koshovyi Otamán, se negaron a reconocer Iván Vihovski como el nuevo Hetman y comenzaron una rebelión. Los rebeldes le acusaron de traición por sus relaciones con la República de las Dos Naciones y el Kanato de Crimea.
La rebelión fue apoyada por el Coronel Martýn Pushkar, del Regimiento Cosaco de Poltava, adyacente al Sich de Zaporiyia y conectado económicamente con él. Muchos cosacos acudieron en masa a Poltava para participar en la rebelión liderada por Pushkar. Estos últimos formaron un regimiento armado con medios improvisados, como: clavas y lanzas.
En la etapa inicial, el Zar Aleijo I adoptó una posición predominantemente de esperar y ver qué pasaba, sin apoyar claramente a ninguna de las partes. Pushkar informó a Zar Aleijo I de que Vihovski envió al coronel Pavel Ivanovich Tetera Morzhkovsky a los polacos para pedir ayuda para atacar las ciudades del Óblast de Cherkasy.
En los últimos días de 1658, el Príncipe Grigory Grigoryevich Romodanovsky preguntó al Zar Aleijo I si debía ayudar a los rebeldes con "militares". Sin embargo, el Zar Aleijo I ignoró durante mucho tiempo las solicitudes de ayuda de Pushkar y trató de reconciliar a las partes, para que los enemigos no se regocijen con esta rebelión. Para reprimir la oposición, Vihovski pidió ayuda a los tártaros de Crimea, pagándoles con "bienes vivos": es decir, permitir a los tártaros capturar habitantes de las ciudades y pueblos ucranianos devastados para venderlos como esclavos.
Los polacos se aprovecharon de la situación difundiendo rumores sobre innovaciones supuestamente planeadas por los rusos: el nombramiento de gobernadores en las ciudades del Hetmanato Cosaco, la recaudación de impuestos, la transformación de los regimientos cosacos en regimientos de dragones y que el Patriarca de Moscú se trasladaría a Kiev.

#### Represión
A principios de febrero de 1658, en el Óblast de Poltava, tuvo lugar el primer enfrentamiento abierto entre las tropas de Iván Vihovski y los rebeldes.
A finales de marzo de 1658, los cosacos eligieron nuevamente a Yákiv Barabash como Koshovyi Otamán de Sich de Zaporiyia, a quien Vihovski había logrado recientemente privar del poder. Al mismo tiempo, Stepan Dovgal, el nuevo coronel del Regimiento Cosaco de Mirgorod con un se unió a Martýn Pushkar.
Iván Vihovski, apoyado por los tártaros de Crimea, que habían recibido permiso para esclavizar a los habitantes de las ciudades rebeldes, se acercó a Poltava y encerró a Pushkar allí. El asedio avanzó lentamente. Al mismo tiempo, el coronel cosaco Philon Dzhedzhali, un antiguo colaborador de Bogdán Jmelnitski, se pasó al lado de los rebeldes.
En junio de 1658, Vihovski derrotó a Pushkar y entregó Poltava a los tártaros para que lo saquearan. Luego Lubní y Haidach, también, fueron asaltadas y destruidas. Miles de ciudadanos y campesinos "con sus esposas e hijos" fueron llevados por los tártaros y vendidos como esclavos en Crimea. 
En agosto de 1658, a petición del Hetman Vihovski y por decreto del Zar Aleijo I, Yákiv Barabash, el atamán del Sich de Zaporiyia fue arrestado en Belgorod. Sin embargo, el 24 de agosto de 1658, cuando, Barabash era levado a un tribunal militar en Kiev, por una guarnición de 200 dragones del regimiento de Johann Invalt y los Cosacos del Don, dirigida por el noble Yakov Levshin, Vihovski atacó el convoy y Barabash fue llevado ante el hetman y ejecutado, además, Vihovski dejó a Yakov Levshin y a los dragones rusos en cautiverio.

### Ofensiva
En agosto de 1658, Iván Vihovski anunció su intención de eliminar a la guarnición rusa de Kiev y intentó destituiy Vasily Fedorovich Dvoretsky del puesto de Coronel de los cosacos de Kiev, pero este se negó a obedecer al Hetman y permaneció en Kiev con su regimiento.
El 22 de agosto de 1658, Kiev fue atacada por un ejército dirigido por Daniil Evstafievich Vihovski (hermano de Iván Vihovski) con el apoyo de los tártaros de Crimea. En este contexto, Vasily Borisovich Sheremetev, el Vaivoda de Kiev, consiguió evitar la toma de la ciudad. Sin embargo, las tropas atacantes lograron aislar la ciudad.
En septiembre de 1658, Iván Vihovski firmó el Tratado de Hadiach, que devolvió al Ejército de Zaporizhia a la autoridad de la corona polaca. Sin embargo, Vihovski era despreciado por varios miembros de la élite polaca y lituana, entre ellos: Pavel Jan Sapieha, um magnate lituano, que lo llamó “nariz de cera” y añadió enojado: “Que esté tan orgulloso como quiera de su felicidad; Llegará el momento en que se verá obligado a domar su ira irresistible, inaccesible a cualquier convicción”; y Stanisław Kazimierz Bieniewski, comisario de las negociaciones entre Polonia y Vihovski, que, en su informe, enfatizó: “Así como no garanticé la lealtad de Vihovski, tampoco puedo responder por ella, ya que él tiene la mentira y el perjurio como principios constantes y sus cartas se contradicen”.
En septiembre de 1658, las tropas de Vihovski invadieron los distritos de Putyvl y Sevsk. Entonces, el Príncipe Príncipe Grigory Danilovich Dolgorukov, el voivoda de Putivl, informó al Zar Aleijo I sobre diversos atentados que han tenido lugar en la región.
El 8 de septiembre, las tropas de Vihovski sitiaron la ciudad de Kamenoye (Raión de Lebedyn) y luego atacaron Kamennaya y Oleshnya (Raión de Ojtirka), pero tampoco tuvieron éxito.
Entonces, Moscú comenzó a reunir tropas apresuradamente. Para proteger los distritos del suroeste, los príncipes Fedor Fedorovich Kurakin, Semyon Romanovich Pozharsky y Semyon Petrovich Lvov, fueron enviados a Sevsk al mando de tropas.
A finales de septiembre de 1658, la guarnición de Kiev inició operaciones activas contra Iván Vihovski. El 20 de septiembre, en las cercanías de Vasylkiv, el Príncipe Príncipe Yuri Nikitich Baryatinsky derrotó Konstantin Vihovski (hermano de Iván Vihovski) y al Murza Kaplan, un líder de los tártaros de Crimea.

### Campaña del Regimiento de Belgorod
En septiembre, llegó a Ucrania y, especialmente, al Óblast de Poltava una carta del Zar Aleijo I dirigida a todos los cosacos oponentes de Iván Vihovski, con un llamado a una acción conjunta para derrocar a Vihovski y elegir un nuevo hetman, como resultado de lo cual casi toda la Ucrania de la Margen Izquierda permaneció leal a Moscú. En ese momento, el Príncipe Grigory Grigoryevich Romodanovsky, al frente del Regimiento de Belgorod, empezó a dirigir operaciones militares contra Vihovski y recibió el apoyo de los cosacos que se oponían a él.
El 19 (29) de octubre, las tropas de Romodanovsky tomaron Goltva. El 23 de octubre (2 de noviembre), los coroneles cosacos Ivan Donets y Ostafey Vorypay entraron en Mýrhorod y el Regimiento cosaco de Mýrhorod se unió a las tropas dirigidas por Romodanovsky. Stepan Dovgal se convirtió en coronel y marchó hacia Lubní y Piriatin.
Por otra parte, Vihovsky envió tropas comandadas por Grigory Gulyanitsky, Anikei Silich y Petró Doroshenko para luchar contra las tropas dirigidas por Romodanovsky. Estas tropas se concentraron en Varva
El 2 de noviembre de 1658, al enterarse de que parte de la milicia cosaca, encabezada por Ivan Donets, separada del ejército de Romodanovsky, tomó Chernuja, partió hacia Chernuja y sitió la ciudad, donde se refugió Ivan Donets.
Entonces, Romodanovsky envió tropas para rescatar a Ivan Donets bajo al mando de Grigory Ivanovich Kosagov. El 3 de noviembre de 1658, a cinco millas de Piriatin, el ejército de Kosagov derrotó las tropas de Gulyanitsky, que se retiró a Varva.
El 7 (17) de noviembre, las tropas del Príncipe Romodanovsky se acercaron a Varva y sitiaron la ciudad, que era una fortaleza fuertemente fortificada con una fuerte guarnición de tres regimientos cosacos. Romodanovsky inició el asedio, construyó “trincheras y una gran berma” y rodeó la ciudad.
El 9 (19) y el 12 (22) de noviembre, el príncipe Grigory Grigorievich intentó tomar la fortaleza por asalto. Sin embargo, tras los ataques fallidos, Romodanovsky ordenó bloquear la ciudad y "derribar la muralla".
Por otra parte, entre el 7 (17) y el 12 (22) de noviembre, Ivan Fedorovich Bespaly fue elegido como Hetman Interino del Sich de Zaporiyia.
El 8 (18) de noviembre, el Príncipe Romodanovsky ordenó a Grigory Ivanovich Kosagov ir a Perevolochna y subir a bordo a los cosacos de esa ciudad, pero la guarnición de la ciudad le respondió con cañonazos, por lo que Kosagov tomó la ciudad sin oponer mucha resistencia.
A finales de otoño, la situación se hizo más difícil para las tropas que rodeaban Varva, ya que el descenso de las temperaturas dificultaba la vida en las trincheras. En estas circunstancias, el príncipe Romodanovski pidió refuerzos al príncipe Kurakin para intentar un nuevo asalto a la ciudad.
Por otro lado, Iván Vihovski, que se encontraba cerca de Kiev, envió, a ayudar a las tropas sitiadas en Varva, tropas dirigidas por Ivan Skorobogatko, Timofey Ermolovich Tsetsyura (coronel del Regimento cosaco de Pereyáslav), Kanevsky S. Savich y Cherkassky Fyodor Dzhulay. Estas tropas también incluían: mercenarios valacos y serbios, como así como los tártaros de Crimea.
El 20 (30) de noviembre, las tropas dirigidas por Romodanovsky derrotaron las tropas dirigidas por Ivan Skorobogatko. Entonces, Skorobogatko se retiró a Pryluky.
El día 25, las tropas dirigidas por Ivan Skorobogatko atacaron a las tropas dirigidas por: Stepan Dovgal, el coronel del Regimiento cosaco de Mýrhorod; y por Yagan Involt, coronel de un regimiento de dragones. Al mismo tiempo, Gulyanitsky, que lideraba las tropas sitiadas, lanzó un ataque desde la ciudad. Sin embargo, Skorobogatko fue derrotado otra vez. Kirill Pushkarenko (hijo del fallecido Martýn Pushkar), entonces el coronel del Regimiento cosaco de Poltava, se distinguió en la batalla.
El 30 de noviembre (10 de diciembre), los cosacos de los regimientos de Pereyáslav, Kániv y Cherkasy parecieron cambiar de bando y juraron lealtad al Zar Aleijo I, creyendo en el juramento, Romodanovsky liberó a Gulyanitsky del asedio. Entonces, Romodanovsky liberó a Gulyanitsky del asedio.
Sin embargo, ese juramento resultó ser falso. Ya en diciembre de 1658, Vihovski cambió su palabra y las hostilidades comenzaron de nuevo.
A finales de noviembre, Romodanovsky propuso que los cosacos eligieran un nuevo atamán y los cosacos de la Orilla Izquierda de Ucrania eligieron, en la ciudad de Varva, a Ivan Fedorovich Bespaly, que fue coronel del Regimiento cosaco de Uman, como "atamán por un tiempo" y a Voronok como capitán general, además: se eligió la ciudad de Romny como lugar de residencia del atamán.
Sin embargo, en diciembre hubo feroces batallas contra Vihovski y los polacos, incluso en Lójvitsia, donde estaba acampado Romodanovsky.

### Reanudación de las hostilidades
Sin embargo, Ivan Vihovski no cumplió su palabra por mucho tiempo. A principios de diciembre de 1658, Vasily Borisovich Sheremetev, el gobernador de Kiev, informó a Moscú que Iván Vihovski, con sus cosacos y los tártaros, había atacado al ejército ruso en Lójvitsia. Hubo informes de que iba a Pereyáslav.
El 19 de diciembre de 1658, el Príncipe Grigory Grigoryevich Romodanovsky informó al Zar Aleijo I, que Ivan Skorobogatko y los cosacos de los regimientos de Pereyáslav, Kániv y Cherkasy habían traicionado el juramento prestado a favor de Zar Aleijo I en Varva y estaban luchando junto con los tártaros.
Kirill Pushkarenko (hijo del fallecido Martýn Pushkar), el coronel del Regimiento cosacos de Poltava; y Stepan Dovgal, el coronel del Regimiento cosaco de Mýrhorod, informaron que el coronel de Regimiento cosaco de Chiguirín y los tártaros irrumpieron en la Región de Poltava, donde conquistaron y arruinaron muchas ciudades.
El 27 de diciembre de 1658, el Regimiento del Príncipe Kurakin recibió la orden de trasladarse de Slutsk a Romny para unirse a las tropas del Hetman Ivan Fedorovich Bespaly y continuar hacia Lójvitsia para unirse a las tropas comandadas por Romodanovsky.
En el invierno de 1658-1659, grandes contingentes de tártaros de Crimea y un destacamento polaco bajo al mando de Andrzej Potocki se unieron a las tropas de Vihovski. Entonces, Vihovski intentó bloquear a las tropas rusas y a los cosacos de Bespaly en Lójvitsia, Romny, Poltava, Mýrhorod y otras ciudades.
El 13 de enero de 1659, el Príncipe Alexey Nikitich Trubetskoy partió de Moscú hacia Sevsk con más tropas.
En febrero de 1659, el Coronel Dovgal, del Regimiento de Mýrhorod se rindió y juró lealtad a Iván Vihovski.
Al llegar a Sevsk, Trubetskoy, siguiendo las instrucciones del Zar Aleijo I, inició negociaciones con representantes de Vihovski.
En marzo de 1659, Vihovski sitió Zinkiv, que estaba defendida por cosacos bajo el mando del Coronel Ivan Silka y, una compañía de soldados del regimiento de Krafert y gente de la Orden Streltsy de Ievlev.
El 26 de marzo de 1659, tras el fracaso de las negociaciones, Trubetskoy partió hacia el Hetmanato Cosaco con un regimiento de 12.302 personas. El Príncipe recibió la noticia de que Vihovski concentró sus tropas y a los tártaros en Konotop y atacaba ciudades de la región como: Putivl, Rylsk y Sevsk.
El 20 de abril, Trubetskoy fue a Konotop, donde pronto llegaron desde Lójvitsia los príncipes Kurakin y Romodanovsky con sus regimientos y el Hetman Bespaly con los cosacos. Habiendo fracasado en el ataque, Trubetskoy inició un asedio. Durante el asedio, Borzná, Baturin, Goltva y Nizhyn se rindieron o fueron tomados por asalto.
El 20 de mayo, el Khan Mehmed IV Giray llegó desde Crimea para ayudar a Vihovski.
El 28 de junio de 1659, el Khan y Vihovski derrotaron a las tropas del Príncipe Trubetskoy, en la Batalla de Konotop, que se retiró a Putivl.

### La caída
Como resultado de la derrota de Trubetskoi, las regiones fronterizas del sur de Rusia, hasta Vorónezh y Usman, quedaron desprotegidas. En agosto de 1659, los crimeos hicieron campañas contra 18 vólosts, la mayoría de los cuales estaban ubicados más allá de la línea fortificada de Bélgorod, donde muchos rusos fueron capturados para ser vendidos como esclavos en Crimea. Entonces, se ordenó a Trubetskoy que se trasladara al área entre Putivl y Sevsk para repeler las incursiones tártaras y el ejército ruso tuvo que detener temporalmente la guerra en el Hetmanato Cosaco.
En ese momento, Iván Vihovski estaba sitiando Haidach, que estaba defendida por el coronel cosaco Pavel Efremovich Apostol.
Iván Sirkó, entonces el Koshovyi Otamán, cumpliendo las instrucciones de Trubetskoy y de Bespaly, atacó a la Horda de Nogái y, esto, obligó a las tropas tártaras a regresar a Crimea. Después de esto, Sirkó derrotó al coronel Timosh, enviado contra él por Vihovski.
Pronto, Poltava se unió a las ciudades de Romny, Haidach y Lójvitsia que se rebelaron contra Vihovski. En septiembre de 1659, algunos de los antiguos aliados de Vihovski en la Batalla de Konotop juraron lealtad al Zar Aleijo I, como: Ivan Ekimovich, el coronel de Kiev; Timofey Ermolovich Tsetsyura, el coronel de Pereyáslav; y Anikey Silich, el coronel de Chernígov.
En Pereyáslav, Tsetsyura arrestó a Jan Zumeral, un comandante de tropas mercenarias leal a Vihovsky, y disparó a los partidarios Stepan Sulimenko, Severyan Sulimenko e Ivan Zabuysky. Además, Tsetsyura arrestó el juez militar Fyodor Loboda, a quien Tsetsyura mantenía en prisión en Pereyáslav. Tsetsyura y liberó a los dragones rusos que estaban cautivos en Pereyaslav para incorporarlos a la guarnición de la ciudad.
Cerca de Bykov, los campesinos mataron al coronel Yuri Nemirich, un partidario de Vihovski. Además, los habitantes de Cherkasy se negaron a permitir que Vihovski entrara en la ciudad.
Entonces, los regimientos de Kiev, Pereyáslav y Chernígov, así como los cosacos de Iván Sirkó, propusieron elegir un nuevo hetman. En este contexto, el 17 de octubre de 1659, la Rada de Bila Tserkva eligió a Yuri Jmelnitski y Vihovski huyó a Polonia.

## Hetmanato de Yuri Jmelnitski
El 17 de octubre de 1659, Yuri Jmelnitski, para devolver la ayuda recibida de Rusia, firmó un nuevo tratado en Pereyáslav, según el cual los cosacos estaban prohibido de elegir un Hetman sin el permiso del Zar ruso, que también decidiría sobre las relaciones internacionales del Hetmanato Cosaco. Además, las ciudades serían gobernadas por vaivodas rusos y la Iglesia sería completamente subordinada al Patriarcado de Moscú. Muchos de los ancianos de la orilla derecha no reconocieron al nuevo hetman y juraron lealtad a la República de las Dos Naciones.
En febrero de 1660, el ejército polaco dirigido por Stanisław Rewera Potocki, el Gran Atamán de la Corona, invadió el Hetmanato Cosaco. Con él estaban Iván Vihovski y los cosacos leales a él. Después del fallido asedio de Mohyliv-Podilski, donde tuvo el apoyo de los tártaros de Crimea, el ejército polaco se retiró del Hetmanato bajo la presión de las fuerzas del Príncipe Grigory Afanasyevich Kozlovsky.
Mientras tanto, los cosacos dirigidos por Grigory Gulyanitsky y los tártaros dirigidos por los príncipes Mehmet-Girey y Sarat-Girey asolaron las afueras de Nizhyn. Sin embargo, el 5 y 6 de febrero de 1660, el Regimiento cosaco de Nizhyn derrotó a uno de los destacamentos de Gulyanitsky y a los tártaros.
En los últimos días de febrero de 1660 se celebró una manifestación en la que el enviado polaco Stanisław Kazimierz Bieniewski y Dionisio Balabán, el Metropolitano de Kiev, persuadieron a los cosacos para que acudieran en ayuda del Sacro Imperio Romano Germánico contra el Imperio Otomano.
Sin embargo, los cosacos se negaron.
El 11 de marzo de 1660, las tropas dirigidas por el coronel Yakim Semenovich Somko, el Hetman asignado de Pereyáslav, derrotaron, cerca de la aldea de Kozlov (Óblast de Kiev), a los "traidores de los cosacos del Trans-Dnieper", dirigidos por el coronel Sulima, que invadieron la margen izquierda. Sulima fue herido y se dirigió a Berezin.
El 15 de marzo, los coroneles Vasily Zolotarenko e Ivan Likharev, con el apoyo de tropas rusas, subyugaron las ciudades de Nosovka, Kobyzhcha, Staraya Basan, Berezán, Bobrovitsa, Nueva Bíkov, Galitsa (Óblast de Chernígov), Monastyrische (Óblast de Chernígov) y muchas otras ciudades.

### Campaña de Sheremetev
El 17 de agosto de 1660, el Gobernador Vasily Borisovich Sheremetev partió de Kiev con un ejército ruso hacia las posesiones polacas. En el camino se le unieron con sus tropas los príncipes voivodas Osip Ivanovich Shcherbatov de Pereyáslav y Grigory Afanasyevich Kozlovsky de Uman.
Bajo el mando de Sheremetev había hasta 15 mil militares rusos. Junto con él, marchaba Timofey Ermolovich Tsetsyura, el coronel cosaco de Pereyáslav y atamán asignado, con un ejército cosaco. Bajo el mando de Tsetsyura estaban los regimientos cosacos: de Kiev, bajo el mando de Vasily Fedorovich Dvoretsky; de Mýrhorod, bajo el mando de Pavel Efremovich Apostol; de Nizhyn, bajo el mando de Vasily Nikiforovich Zolotarenko; de Poltava, bajo el mando de Fyodor Ivanovich Zhuchenko; de Chernígov, bajo el mando de Anikey Silich; y de Lubensky, bajo el mando de Yakov Zasadka.
Vasily Sheremetev planeaba unirse con Yuri Jmelnitski en Slobodishche (Óblast de Zhitómir) y luego avanzar conjuntamente sobre Leópolis. El 27 de agosto, Jmelnitsky invitó a Vasily Sheremetev a llegar cerca de Medzhybizh, donde él mismo prometió llegar pronto. Vasily Sheremetev reunió un consejo militar, en el que el Príncipe Grigory Afanasyevich Kozlovsky se opuso a la campaña en Polonia y propuso fortalecer las ciudades ucranianas con guarniciones rusas. Sin embargo, Sheremetev insistió en continuar la ofensiva desde cerca de Kotelna hasta Medzhybizh.
Por otro lado, el Rey polaco Juan II Casimiro, habiendo recibido informes sobre la campaña ruso-cosaca en Ucrania, envió sus tropas al encuentro del enemigo. En Volinia cerca de Medzhybizh, se concentró un ejército polaco de 30.000 hombres bajo el mando de los hetmans de la corona: Stanisław Rewera Potocki y Jerzy Sebastian Lubomirski. El 26 de agosto, la horda tártara de Crimea (15.000 personas) encabezada por los príncipes Murad y Safa Giray llegó para ayudar a los polacos.
En los últimos días de agosto, Sheremetev partió con su ejército de Kotelna a hacia Medzhybizh. Entonces, las tropas polaco-tártaras, que tenían superioridad numérica, avanzaron hacia él en formación de batalla.
El 4 de septiembre de 1660, tuvo lugar la primera batalla entre las tropas ruso-cosacas y polaco-tártaras cerca de la ciudad de Lyubar (Óblast de Zhitómir). Por la noche, los rusos y los cosacos levantaron una muralla de tierra y se fortificaron en el convoy que viajaba. Los ataques enemigos fueron rechazados. En ocasiones, los rusos hacían incursiones desde el campamento fortificado. Sin embargo, la situación del ejército ruso empezó a empeorar cada día. Había escasez de suministros y forraje. Las tropas tártaras cortaron todas las vías de comunicación. El Hetman Yuri Jmelnitski no se presentó para unirse a Vasily Sheremetev.
En tal situación, Sheremetev decidió retirarse a Chúdniv. Después de dos días de preparación, en la mañana del 16 de septiembre, las tropas rusas abandonaron las trincheras, formaron un campamento móvil y, moviéndose entre las filas de carros, se dirigieron a la ciudad de Chúdniv.
Las tropas polacas se apresuraron a perseguir al ejército ruso en retirada. Los polacos atacaron el campamento ruso desde el frente, pero fueron rechazados con grandes pérdidas. Cuando el ejército ruso cruzaba una carretera construida a través de un pantano, no lejos de Chúdniv, los polacos, con la ayuda de cañones, lograron destruir un tercio del campamento.
Sin embargo, los rusos y cosacos continuaron moviéndose, repeliendo numerosos ataques enemigos. El 17 de septiembre, Sheremetev entró en Chúdniv y tomó una posición para la defensa en el Río Téteriv. Por otro lado, los polacos capturaron el Castillo de Chúdniv que se encontraba en la montaña. Entonces, las tropas polacas, con el apoyo de la caballería tártara, rodearon el campamento fortificado ruso ubicado en las tierras bajas y comenzaron a dispararle con artillería.
Sheremetev fue bloqueado por todos lados por las tropas polaco-tártaras y la hambruna comenzó en las filas del ejército ruso. Entonces, el 26 de septiembre, Sheremetev decidió abrirse paso en la batalla para obligar a los polacos a retroceder sus posiciones y conseguir suministros. Los polacos se vieron obligados a retirarse cruzando el Río Téteriv. Los rusos recibieron algunas reservas de cereales enterradas en pozos, de los habitantes de Chúdniv.
El 27 de septiembre de 1660, el Hetman Yuri Jmelnitski llegó a la ciudad de Slobodishchi, ubicada a 15 verstas de Chúdniv, con un ejército cosaco, pero no brindó asistencia a las tropas rusas sitiadas. Entonces, Stanisław Rewera Potocki, el Gran Hetman de la Corona Polava, envió parte del ejército polaco-tártaro bajo el mando de Jerzy Sebastian Lubomirski, el Hetman de la Corona, y el Nureddin Crimeo contra Jmelnitski, que fue derrotado.
El 28 de septiembre, Sheremetev intentó abrirse paso desde Chúdniv hasta Slobodishchi, pero fue repelido por los polacos y los tártaros de Crimea. El 4 de octubre, Sheremetev hizo un segundo intento de llegar a Slobodishchi, pero los líderes militares polacos se enteraron de los planes de Sheremetev y lo derrotaron.
En este contexto, un grupo propolaco de ancianos cosacos liderado por Timofey Nosach, obligó a Yuri Jmelnitski a entablar negociaciones con el mando polaco, que condujeron a la firma, el 8 de octubre, del Tratado de Slobodishchensky, según el cual el Hetmanato Cosaco volvió a ser súbdito de la República de las Dos Naciones.
En este contexto, las enfermedades y el hambre estallaron en el campo ruso sitiado dirigido por Sheremetev, que, el 15 de octubre, entabló negociaciones con el mando polaco.
El 17 de octubre, el Príncipe Yuri Baryatinsky, el segundo voivoda de Kiev, marchó para intentar ayudar Sheremetev, pero sólo pudo llegar a Brusilov (Raión de Zhitómir), porque los hetmanes polacos enviaron grandes fuerzas contra él, lideradas por Juan Sobieski, y el Príncipe Baryatinsky se vio obligado a regresar a Kiev.
El 21 de octubre, al enterarse de la transición del Hetman Yuri Jmelnitski al lado de Polonia, Timofey Ermolovich Tsetsyura, el coronel cosaco de Pereyáslav y atamán asignado, cuyas tropas lucharon junto con los regimientos rusos de Sheremetev, abandonó el ejército ruso.
El 23 de octubre de 1660, el ejército ruso bajo el mando de Sheremetev capituló. Según los términos del tratado, las guarniciones rusas debían abandonar Kiev, Pereyáslav, Nizhyn y Chernígov. Stanisław Rewera Potocki, el Gran Hetman Corona, prometió al Nureddin Crimeo entregarle al propio Sheremetev y a otros cautivos rusos.
El 26 de octubre, el gobernador Sheremetev con líderes y nobles rusos (unas 200 personas) partió hacia el campamento polaco. A medio camino, los polacos atacaron y los militares rusos se vieron obligados a entregar armas, artillería y municiones a los polacos. Después de la capitulación, los tártaros de Crimea irrumpieron en el campamento ruso, donde mataron y capturaron hasta 8 mil personas. Al día siguiente, a petición de Murad Giray, el mando polaco trasladó Sheremetev a los tártaros, sin embargo, sus adjuntos: los Príncipes Kozlovsky y Shcherbatov, permanecieron en cautiverio polaco.

### Caída
Tres coroneles cosacos rechazaron el Tratado de Slobodishchensky y permanecieron leales al Zar Aleijo I: Yakim Semenovich Somko, Vasily Nikiforovich Zolotarenko y Anikey Silich. Con el apoyo de los regimientos de Chernigov y Nizhyn. Entonces, Somko fue elegido como hetman de los cosacos de la orilla izquierda de Ucrania.
En noviembre de 1660, Somko atacó Pryluky y Lubní, donde las guarniciones cosacas estaban comandadas por oficiales leales a Yuri Jmelnitski. En Pryluky, los cosacos se rebelaron, arrestaron al coronel Fyodor Tereshchenko y lo entregaron a Somko. En Lubní, el proprio Stefan Shamritsky, el coronel del Regiemento, se sometió a la autoridad de Somko. Sin embargo, en diciembre de 1660, el coronel Shamritsky volvió a ponerse del lado de Jmelnitski.
El 15 de diciembre de 1660, un destacamento del ejército ruso dirigido por Grigory Ivanovich Kosagov derrotó tropas de los coroneles cosacos (leales a Jmelnitski): Pavel Trofimovich Zhivotovsky, Yatsko Cherkas e Ivan Dyachenko, pero no pudieron recuperar Haidach, en aquel momento.
A lo largo de 1661, algunos regimientos cosacos empezaron a apoyar a Somko, como el de Haidach, dirigido entonces por el centurión Krysko Semiónovich; y el de Lubensky.
También en 1661, el coronel Pavel Trofimovich Zhivotovsky, del Regiemento cosaco de Mýrhorod, dejó de apoyar a Jmelnitski y pidió a Somko que lo aceptara en su bando.
El 17 de septiembre de 1661, el coronel Vasily Shiman-Shimanovsky, del Regiemento cosaco de Zinkiv, empezó a apoyar Somko.
Entre octubre y diciembre de 1561; y entre junio y julio de 1662, Yuri Jmelnitski sitió a Somko en Pereyáslav, en vano. Los cosacos de Jmelnitski y los tártaros de Crimea se distinguían, por su extrema crueldad, en la margen izquierda, por ejemplo, la población de la antigua ciudad de Lukoml (región de Poltava) fue completamente masacrada o conducida a la esclavitud tártara, tras lo cual cayó en la desolación para siempre.
El 26 de julio de 1662, el ejército ruso-cosaco liderado por el Príncipe Grigory Grigoryevich Romodanovsky y por Somko obtuvo una victoria decisiva contra las tropas de Jmelnitski, en la Batalla de Kániv.
Tras esta derrota, Jmelnitski se retiró a la orilla derecha y tuvo que hacer frente a una invasión de la orilla derecha de Ucrania por parte de los rusos y cosacos de la orilla izquierda, que sólo fue derrotada, el 13 de agosto de 1662, con el apoyo de las tropas del Kanato de Crimea, en la batalla de Buzhin (Raión de Chiguirín). 
Sin embargo, la capacidad de Jmelnitski para seguir dirigiendo a los cosacos se vio seriamente comprometida y en enero de 1663 se vio obligado a dimitir como Hetman y Pavel Ivanovich Tetera Morzhkovsky fue elegido Hetman de los cosacos de la orilla derecha.

## Márgenes izquierda y derecha 1648-1663
1648-57: Jmelnitsky: Crimea y Rusia: Jmelnitsky inició su rebelión en alianza con el Janato de Crimea. Cuando su aceptación del señorío ruso en 1654 (Tratado de Pereyáslav) condujo a la Guerra ruso-polaca (1654-1667), los crimeos cambiaron de bando y comenzaron a asaltar Ucrania. En sus últimos años, Jmelnitski se apartó de Rusia y negoció con Suecia y Transilvania.
1657-59: Vyhovsky y los polacos: A la muerte de Jmelnitski su hijo Yuri tenía sólo 16 años, por lo que el hetmanato fue entregado a Iván Vyhovsky (regente). Basó su poder en los cosacos más ricos (Starshyna) y buscó un acercamiento a Polonia. Esto provocó una rebelión de los cosacos más democráticos Martyn Pushkar y Yakiv Barabash, que fue derrotada en junio de 1658, una guerra civil que costó unas 50 000 vidas. En septiembre de 1658 firmó el Tratado de Hadiach con Polonia, que habría convertido a Ucrania en un tercer miembro de la mancomunidad polaco-lituana, pero el tratado nunca se aplicó. El tratado provocó una invasión masiva rusa que fue derrotada en la Batalla de Konotop el 29 de junio de 1659. Ante la revuelta de varios coroneles pro-Moscú, Vyhovsky dimitió y se retiró a Polonia en octubre de 1659.
1659-63: Yuri Jmelnitski: Rusia y Polonia: El hetmanato pasó al hijo de Bohdán a Yuri Jmelnitski que ahora tenía unos 18 años. En 1659, fue obligado a firmar los Artículos de Pereýaslav, que a menudo se confunden con el propio tratado. Aumentaron significativamente el poder ruso. Al año siguiente, se reanudaron los combates entre Rusia y Polonia. Yuri se mantuvo al margen. Tras varias victorias polacas, Yuri aceptó devolver Ucrania a la mancomunidad. Esto llevó a los cosacos de la margen derecha bajo el mando de Yakym Somkó a deponerlo. Deprimido por esta partición efectiva de Ucrania, en enero de 1663, Yuri entregó la maza de su Hetman y se retiró a un monasterio.

## Margen derecha polaca 1663-1681

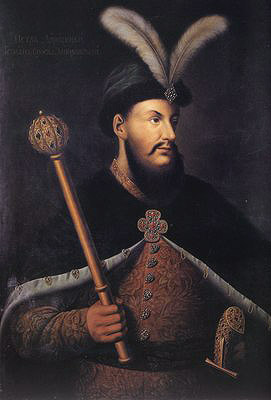
Hetman Petró Doroshenko.

1663-65: Teteria y Polonia: Pavló Teteria, que sólo tenía la margen derecha, siguió una política fuertemente pro-polaca. Cuando su invasión de la orilla izquierda fracasó, volvió a ocuparse de las numerosas rebeliones que habían estallado contra los polacos. El comportamiento de sus aliados polacos le costó el poco apoyo que tenía, y dimitió y huyó a Polonia.
1665-76: Doroshenko y los turcos: El objetivo de Petró Doroshenko era volver a unir las dos mitades de Ucrania. Celebró frecuentes consejos para cultivar a los cosacos más pobres y creó una banda de mercenarios de 20 000 hombres para liberarse de la starshina. En 1667, Rusia y Polonia, sin consultar a los cosacos, firmaron el Tratado de Andrusovo, que repartió las tierras de los cosacos en el río Dniéper. La zona sur (Zaporozhia), escasamente poblada, iba a ser un condominio ruso-polaco, pero en la práctica se autogobernaba en la medida en que tenía un gobierno. En respuesta, Doroshenko recurrió a los turcos (Guerra polaco-cosaca-tártara (1666-1671)). En el otoño de 1667, una fuerza cosaco-otomana invadió Galitzia y obligó al Rey a conceder una amplia autonomía a Doroshenko. Éste aceptó un débil dominio otomano, invadió la orilla izquierda, destituyó a el hetman rival y en 1668 se declaró hetman de una Ucrania unida. Crimea apoyó a un hetman rival y los polacos a Myjailo Janenko, con el que invadieron la orilla derecha. Al enfrentarse a los invasores, colocó a Demian Mnohohrishny en el control de la orilla izquierda, que rápidamente quedó bajo control ruso. En 1672 ayudó a los turcos a anexionar Podolia. Durante la Guerra ruso-turca (1676-1681) ayudó a los turcos contra Rusia. Esta implicación con los no cristianos le costó el apoyo que le quedaba. El 19 de septiembre de 1676, cedió su autoridad a Iván Samoylovych de la orilla izquierda y se exilió en Rusia.
1678-81: Yuri Jmelnitski y los turcos: En 1678 los turcos, que tenían un gran ejército en la zona, nombraron hetman a su prisionero Yuri Jmelnitski. Participó en la segunda campaña de  Chiguirín y fue depuesto por los turcos en 1681.
En este punto, las fuentes inglesas se vuelven escasas. La Margen Derecha fue gravemente despoblada, muchos de los que no fueron asesinados o esclavizados por los tártaros huyeron a la Margen Izquierda o a Ucrania Libre. El dominio polaco se restableció gradualmente y el país comenzó a llenarse de nuevo.

## Margen izquierda rusa 1661-1687
1661-63: Somko y la Starshina: En 1660 los cosacos de la orilla izquierda depusieron a Yuri Khmelnitsky debido a la alianza polaca y nombraron a Yakym Somko como  hetman interino. Yurii se aferró a la orilla derecha, dividiendo efectivamente el país. Somko favoreció a la clase alta provocando la oposición de los zaporozianos bajo Iván Briukhevetsky. También perdió el apoyo de Moscú. En la "Rada Negra" de 1663, fue sustituido por Briukhovetsky y ejecutado.

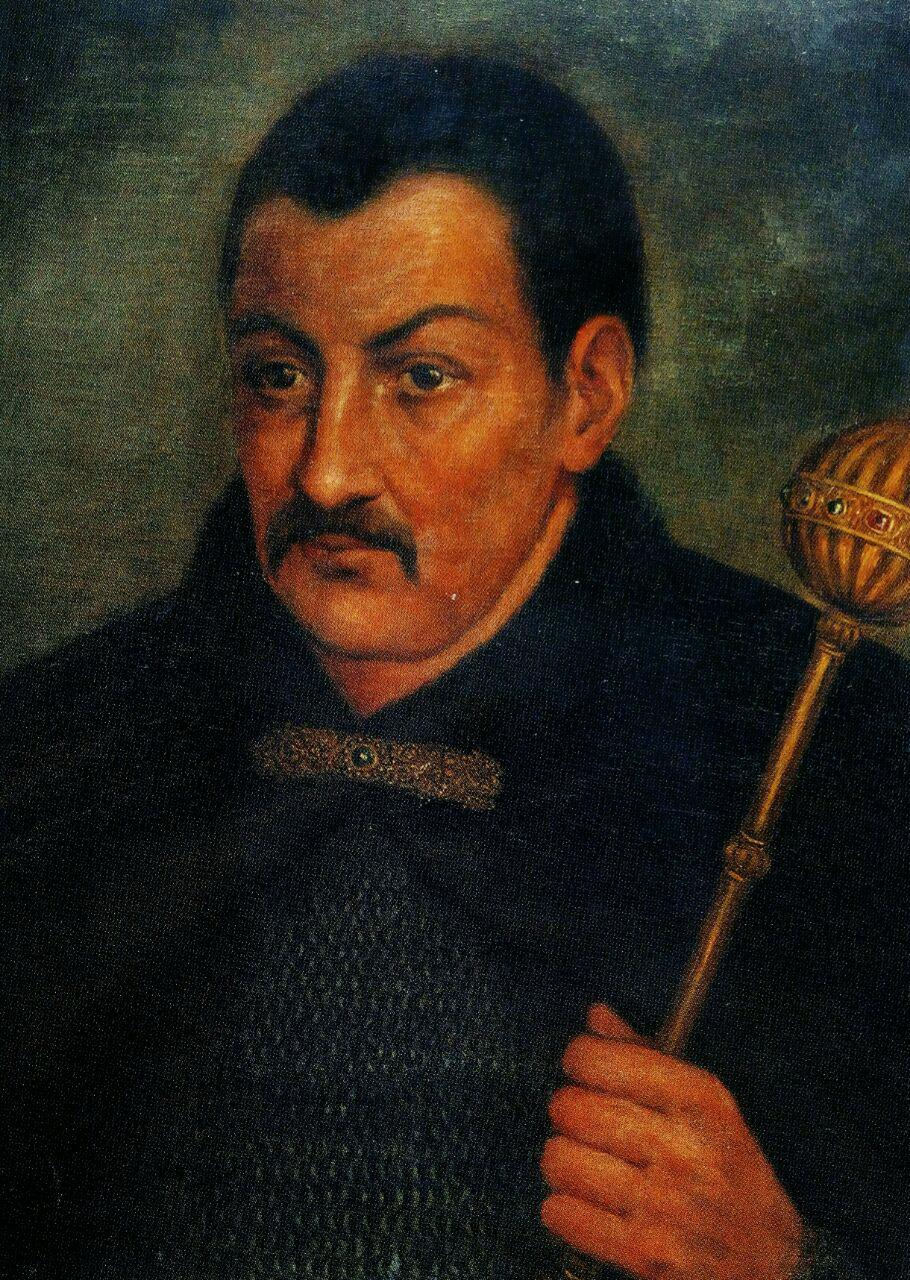
Ivan Samoylovych.

1663-68: Briujovetsky y los rusos 1663-1668: Iván Briujovetsky dependía casi por completo de Rusia. En 1665, fue a Moscú y firmó los Artículos de Moscú de 1665. Se permitió la entrada de recaudadores de impuestos y soldados rusos, un ruso debía ser el jefe de la iglesia, un representante ruso debía estar presente en las elecciones de hetman y el hetman debía ir a Moscú para su confirmación. Los soldados y los recaudadores de impuestos provocaron resistencia y la iglesia se resistió a la influencia moscovita. El Tratado de Andrúsovo (1667) pareció una traición rusa a los intereses cosacos. Estallaron una serie de revueltas. Bruikovetsky dio marcha atrás. En la primavera de 1668, mientras las fuerzas de Doroshenko cruzaban el Dniéper, Bruikovetsky fue golpeado hasta la muerte por una turba.
1668-72: Mnohohrishny y la autonomía de la Margen Izquierda: El 9 de junio de 1668 Doroshenko se proclamó hetman de una Ucrania unida. En 1669, los polacos crearon un hetman rival, Myjailo Janenko, e invadieron la orilla derecha. Para hacer frente a la invasión, Doroshenko puso a Demián Mnohohrishny como hetman en funciones de la orilla izquierda. Al debilitarse Doroshenko, y bajo la presión rusa, aceptó la supremacía rusa. Se desarrolló una relación estable a medida que Moscú moderaba sus exigencias y Mnohohrisny protegía los intereses locales. Hizo algunos progresos en el restablecimiento de la ley y el orden, pero no pudo controlar a los starshina. Algunos de ellos lo denunciaron al zar, que lo hizo arrestar, torturar y exiliar a Siberia.
1672-87: Samoylóvych y Rusia: Cuando Iván Samoylóvych fue elegido hetman aceptó poderes limitados. No podía juzgar a la Starshyna ni mantener relaciones exteriores sin el consentimiento del consejo de la Starshyna. Disolvió las tropas contratadas bajo el control directo del hetman. En 1674 y 1676, él y su aliado ruso sitiaron a Doroshenko en Chiguirín. El 19 de septiembre de 1676, Doroshenko se rindió a Samylovych, que se declaró hetman de una Ucrania unida. Pero en dos años los turcos lo hicieron retroceder a través del Dniéper. Polonia y Rusia firmaron el Tratado de Paz Eterna, que reconocía de nuevo el dominio polaco de la orilla derecha y expulsaba a los polacos de Zaporozhia, una gran decepción para Samoylovych. En 1687, 100 000 rusos y 50 000 cosacos lanzaron un ataque a Crimea, durante las llamadas Campañas de Crimea, que fracasó. Samoylovych fue culpado, destituido y exiliado a Siberia.
1687-1709: Mazepa y la estabilidad: Con la elección de Iván Mazepa como hetman, la Ruina llegó efectivamente a su fin, y la historia de la orilla izquierda se fusionó con el Hetmanato como parte de Rusia. Con el inicio de la Gran Guerra del Norte en 1700, las exigencias rusas comenzaron a parecer excesivas. En 1708 Mazepa se alió con Carlos XII de Suecia. En la Batalla de Poltava, Carlos, Mazepa y los cosacos que le seguían fueron derrotados y exiliados a Turquía.

## Resultado
1. Intento de crear un estado cosaco ruteno fracasó.
2. Ucrania se dividió entre Rusia y Polonia a lo largo del Dniéper.
3. Polonia perdió la orilla izquierda, se debilitó y decayó.
4. Rusia se expandió hacia el sur y algo hacia el suroeste.
5. Hubo un importante desplazamiento de la población rutena desde la devastada orilla derecha a la orilla izquierda y a Ucrania Libre, aumentando así la superficie dedicada a la agricultura campesina.
6. Turquía expandió brevemente su poder en Ucrania (Doroshenko hasta aproximadamente 1699).

## Lista de Tratados
Como referencia, esta es una lista de tratados y acuerdos durante el período.
- 1648: Los cosacos se alían con Crimea.
- 1648: Tregua de Zamość: compromiso de corta duración
- 1649: Tratado de Zboriv: 40 000 Cosacos registrados; no hay soldados polacos ni judíos en el centro de Ucrania; no se aplica
- 1651: Tratado de Bila Tserkva: 20 000 cosacos registrados; los judíos y los nobles regresan; aplicado parcialmente
- 1654: Tratado de Pereyaslav: Alianza de los cosacos con Rusia; provoca la Guerra Ruso-Polaca (1654-1667).
- 1658: Tratado de Hadiach: Rechaza el de 1654; Ucrania es un tercer miembro de la Mancomunidad Polaco-Lituana; se registran 30000 cosacos; nunca se aplica.
- 1659: Artículos de Pereyaslav: re-alianza con Rusia
- 1660: Tratado de Chudnov: re-alianza con Polonia
- 1667: Tratado de Andrusovo: Ucrania dividida a lo largo del Dniéper; pero Kiev a Rusia, Zaporozhia un condominio; los cosacos no son consultados; termina la guerra ruso-polaca; expirará en 13 años
- 1672: Tratado de Buczacz: Durante la Guerra polaco-otomana (1672-1676); Podolia a Turquía; orilla derecha a Doroshenko como vasallo turco; no se aplica;
- 1676: Tratado de Żurawno: confirma el de 1672 pero es más favorable a Polonia; termina la guerra turca
- 1686: Tratado de paz perpetua confirma 1667; Zaporozhia a Rusia
- 1699: Tratado de Karlowitz: Polonia recupera Podolia